# 수유동
수유동(水踰洞)은 서울특별시 강북구에 위치한 행정동이자 법정동이다. 법정동 수유동은 행정동 수유1~3동 및 인수동의 전부와, 우이동의 남쪽 일부를 관할한다.

## 개요
수유1동은 북한산국립공원 지역으로 화계사, 삼성암, 빨래골 일대과 도봉로변 상업 지역인 수유시장 주변에 영세 상가가 밀집되어 있으며, 주택 및 저소득 불량주택 밀집 지역 등 생활 여건이 다양하다. 수유2동은 우이천을 경계로 북쪽으로는 도봉구 쌍문1동과 접하고 있고 동쪽으로는 노해로를 경계로 수유3동과 접하고 있으며, 서쪽으로는 삼양로를 경계로 우이동과 인수동에 접하고 있으며, 일반주택과 아파트·중소점포 등이 혼재하는 지역으로 생활수준은 중산층이 주류를 이루는 비교적 안정적이며 강북구의 생활권 중심지역으로 개발되는 지역이다. 수유3동은 관내에 강북구청이 위치하고 수유역 및 3대 간선도로가 있는 상가 밀집 지역과 복개천 및 우이천변 주위의 일반주거지역으로 혼합 형성된 지역이다. 상하수도 및 도로망이 잘 정비되어 있고, 주거환경이 깨끗하며, 중상류층의 생활수준을 이루고 있으나, 구립 어린이집, 주민휴식공간, 주차장 등 후생복지시설이 부족하여 불편한 점도 있다. 수유4동은 행정동명을 법정동명과 일치시키기 위해 우이동으로 변경하였으며, 수유5동과 6동은 합쳐서 행정동 인수동으로 변경하였다.

## 역사

### 지명 유래
수유동 동명의 유래는 두 가지로 전해져 온다. 하나는 북한산 골짜기에서 흘러내리는 물이 이 마을을 넘쳤기 때문에 '물 수' 자와 '넘칠 유'(踰) 자를 써서 붙여진 이름이라 하며, 우리말로는 ‘물이 넘친다’[水踰]고 하여 ‘무너미’라고 부르게 되었다고 한다. 또 다른 하나는 옛날 수유리와 인접해 있는 삼양동이라는 곳에 삼형제가 살았는데 맏형은 바보이고, 둘째는 개구쟁이며, 셋째는 두 형보다는 나은 편이었다. 이들 삼형제는 힘을 합쳐 자기 땅을 확보하고자 싸움을 일삼고 다니므로 이 곳 주민들이 이들의 침입을 막기 위해 빨래골의 개울을 경계로 막았는데 그 개울물이 넘쳐 흘러 수유리라 했다고 하나, 주민들은 동명의 유래에 대해 전자의 전설을 이야기하는 이가 많다.
이곳의 전통 지명으로는 가오리, 빨래골, 화계 등이 있다. 가오리(加五里)는 조선 초기에 도성으로부터 10리 거리에 있는 지역을 성저십리라 하여 한성부에 포함시킬 때, 이 일대의 지형이 십 리를 정확히 특정하기 어려워, 5리를 더 간 곳에서 경계를 삼았다 하여 붙은 지명이다. 빨래골은 북한산에서 흘러내리는 계곡물이 맑아, 궁궐의 무수리들이 이곳까지 와서 빨래를 하였다는 데에서 유래하였다. 화계 또는 화계골은 화계사가 자리잡은 계곡을 꽃이 많다는 뜻에서 ‘꽃골[花溪→華溪]’이라고 부른 것이 그대로 지명으로 정착한 것이다.

### 연혁
- 1949년 8월 13일 : 경기도 고양군 숭인면 수유리를 서울특별시로 편입하면서 서울특별시 숭인출장소 수유리가 됨
- 1950년 3월 15일 : 수유리를 수유동으로 개칭
- 1955년 4월 18일 : 수유동, 우이동, 번동을 통합하여 행정동인 화계동으로 개칭
- 1970년 5월 18일 : 화계동을 수유제1동, 수유제2동, 번동으로 분동
- 1973년 7월 1일 : 수유제1동의 일부를 수유제3동으로 분동함
- 1975년 10월 1일 : 수유제2동의 일부를 수유제4동으로 분동함
- 1977년 9월 1일 : 수유제1동의 일부를 수유제5동으로 분동함
- 1994년 10월 5일 : 수유제2동의 일부를 수유제6동으로 분동함
- 2008년 6월 30일 : 수유제4동을 우이동으로 개칭하고, 수유제4동의 일부와 수유제5동을 통합하여 인수동으로 함
- 2010년 8월 2일 : 수유제1동 주민센터를 현재의 위치로 이전함
- 2019년 1월 1일 : 수유제1동, 수유제2동, 수유제3동의 동명을 수유1동, 수유2동, 수유3동으로 변경

## 교육

### 초등학교
- 서울수유초등학교
- 서울유현초등학교

### 중학교
- 화계중학교
- 강북중학교
- 수유중학교
- 성암중학교

### 고등학교
- 혜화여자고등학교

대학교
- 성신여자대학교 미아운정그린캠퍼스

### 대학원
- 한신대학교 신학대학원

### 특수학교
- 정인학교
- 한빛맹학교

## 교통
- 서울 지하철 4호선 수유역
- 서울 경전철 우이신설선 가오리역, 화계역

## 같이 보기
- 대한민국의 행정 구역